# Gunstett
Gunstett es una localidad y  comuna francesa situada en el departamento de Bajo Rin, en la región de Alsacia. Tiene una población de 683 habitantes (según censo de 1999) y una densidad de 108 h/km².

## Demografía
| 549 | 552 | 577 | 558 | 631 | 683 |
| Para los censos de 1962 a 1999 la población legal corresponde a la población sin duplicidades (Fuente: INSEE [Consultar]) |     |     |     |     |     |